# Luigi Zingales
 (octobre 2022).
Si vous disposez d'ouvrages ou d'articles de référence ou si vous connaissez des sites web de qualité traitant du thème abordé ici, merci de compléter l'article en donnant les références utiles à sa vérifiabilité et en les liant à la section « Notes et références ».
Pour les articles homonymes, voir Zingales.
Luigi Zingales est un économiste italien, professeur à la Chicago Booth School of Business. Il est spécialiste de finance d'entreprise et est connu pour ses travaux sur l'effet de la culture sur l'économie. Il est lauréat du Prix Bernacer 2003.